# Утонай
Утонай (яп. ウトナイ湖 Утонай-ко) — мелководное пресноводное озеро в Томакомаи, в округе Ибури, на острове Хоккайдо. Находится на территории заповедника «Озеро Утонай», созданного в 1981 году как первый птичий заповедник в Японии. В 1989 году, он стал четвертым водно-болотным угодьем в Японии присоединившемся к Рамсарской конвенции.

## Этимология и история
Существует несколько оригинальных айнских названий озера Утонай, включая キムント, означающее «болото с горой», и キムケト, означающее «болото глубоко в горах». Другие названия и варианты включают ウッナイト, означающее «болото у рек» или «там, где сходятся маленькие ручьи», и ウトナイトー.

## География

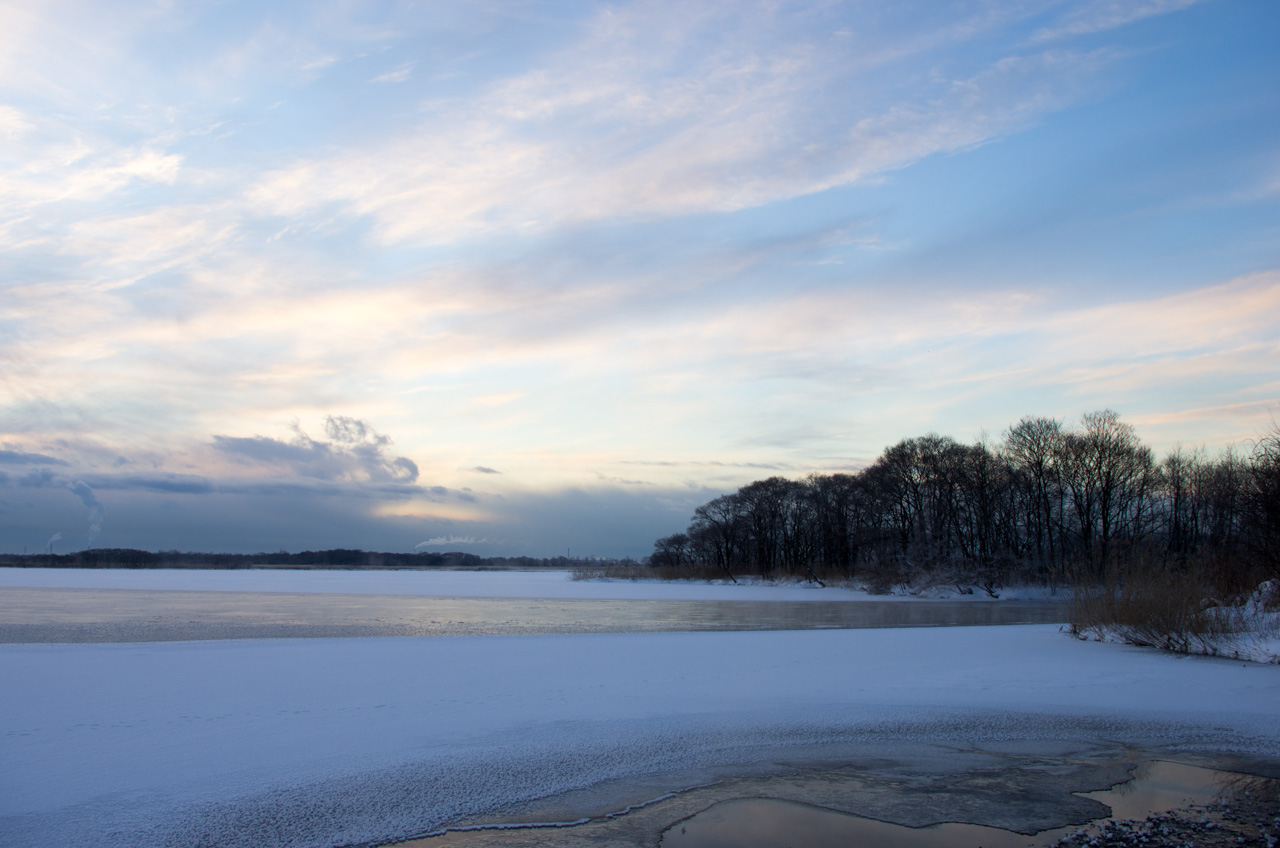
Озеро зимой

Небольшое озеро площадью 2,20 км², средняя глубина 0,6 м, максимальная глубина 1,5 м. Длина береговой линии составляет около 9,5 километра. Вокруг озера находится обширная заболоченная территория, усеянная небольшими прудами и болотами, которые являются частью поймы реки Биби. Река Юфуцу, которая является частью дренажной системы реки Абира, впадает в озеро через восточную часть Томакомай и также дренирует озеро. В озеро также впадают реки Биби, Отарумаппу и Токисатамаппу.

## Фауна и флора
На озере и окружающих его водно-болотных угодьях обитает разнообразная популяция животных и растений. В районе было отмечено более 260 видов птиц, в том числе многие из них используют озеро Утонай в качестве остановки на пути миграции и места зимовки. Тысячи уток, лебедей и гусей, включая белолобого гуся, лебедя-кликуна и американского лебедя. Ежедневное количество птиц во время пика миграции может достигать десятков тысяч за один день. Среди других зарегистрированных здесь птиц — канадская казарка, дальневосточный аист, ястреб-тетеревятник, орлан-белохвост, белоплечий орлан, сапсан, журавль-красавка, восточный болотный лунь и дубровник.
В озере и его окрестностях обитает более 3900 видов насекомых.
Озеро Утонай окружено тростниковым болотом, заболоченным лесом и зарослями дикого риса. В воде растут такие водные растения, как пузырчатка обыкновенная и рогульник, а по краям — тростник обыкновенный, цицания широколистная, жимолость голубая, дуб курчавенький и другие. Вокруг озера активно растут ольха японская и магнолия кобус. В озере и его окрестностях было обнаружено более 500 разновидностей растений.

## Объекты
Создание заповедника на озере Утонай началось в мае 1976 года как попытка защитить среду обитания окинавского дятла. В ноябре того же года для достижения этой цели был создан фонд, собравший более ¥100 млн. В мае 1979 года озеро Утонай было выбрано в качестве места для первого птичьего заповедника фонда, чтобы защитить его от усиленного развития района. Закладка фундамента природного центра состоялась в феврале 1980 года, а в августе 1980 и марте 1981 года были созданы лагеря волонтеров. Природный центр официально открылся 10 мая 1981 года.
Заповедник охраняет 510 гектаров, включая озеро Утонай и большую часть прилегающей территории. Эта территория — единственное сохранившееся водно-болотное угодье на пойме Юфуцу.